# 그레이스 범브리

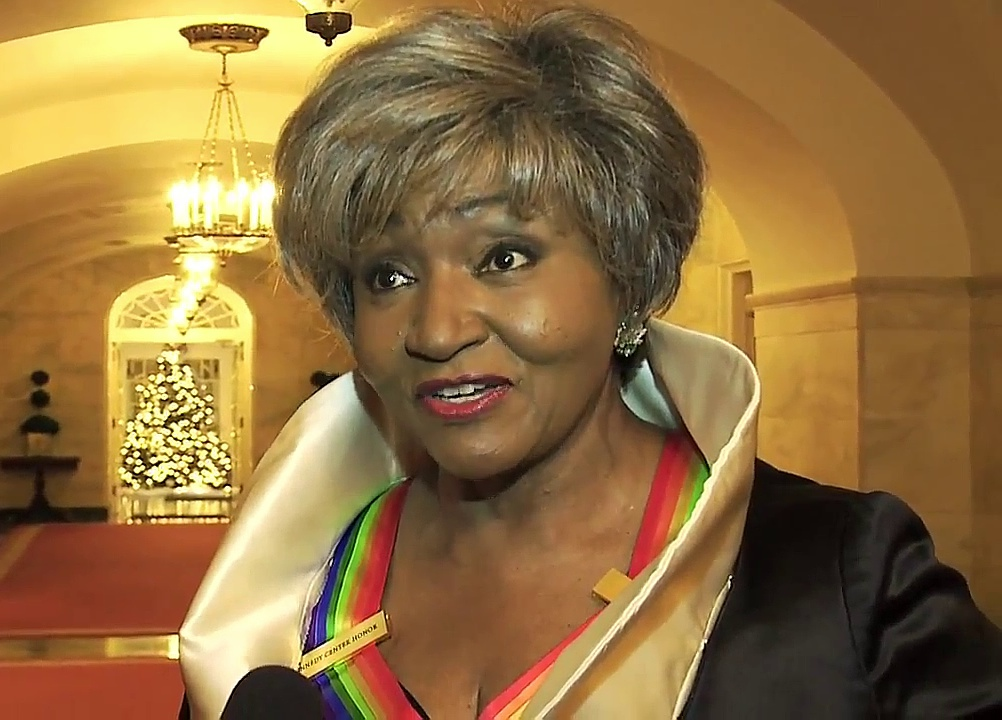
2009년 백악관에서의 모습

그레이스 범브리(Grace Bumbry, 본명: 그레이스 멜지아 범브리, Grace Melzia Bumbry, 1937년 1월 4일 ~ 2023년 5월 7일)는 미국의 오페라 가수로, 그녀의 세대를 대표하는 메조소프라노 중 한 명으로 여겨졌으며, 소프라노 역할도 맡았다. 매리언 앤더슨이 이끄는 선구적인 아프리카계 미국인 클래식 가수 세대에 속했다. 빌란트 바그너가 1961년 바이로이트 축제에서 탄호이저 (오페라)의 비너스 역을 맡아 국제적으로 인정받았으며, 이 페스티벌에 출연한 최초의 흑인 가수였다.
범브리의 목소리는 풍부하고 역동적이었으며, 음역대가 넓었고, 매우 독특하고 애절한 음색을 만들어낼 수 있었다. 전성기에는 민첩성과 벨칸토 기법도 뛰어났는데, 예를 들어 1970년대와 1980년대에 베르디의 돈 카를로에서 에볼리를 연기한 것이 그 예이다. 특히 무대에서 불같은 기질과 극적인 강렬함으로 유명했다. 나중에 그녀는 또한 독주자이자 가곡의 통역가, 그리고 교사로 알려졌다. 1980년대 후반부터 그녀는 미국이 아닌 유럽에서 경력을 쌓았다. 스위스에 오랫동안 거주한 그녀는 마지막 몇 년을 비엔나에서 보냈다.